# Ряузяк
Ряузяк (в верховье Большой Ряузяк; баш. Рәүҙәк) — река в Ишимбайском районе Башкортостана, правый приток Зигана.
Длина — 52 км, площадь водосборного бассейна — 501 км². Исток реки находится в лесистых горах. Большой Ряузяк начинается с горы Биктарь (629 м).

## Происхождение названия
Название происходит от баш. Рәүҙәк от баш. Урау үҙәк «кружная, меандрирующая ложбина». По мнению доктора филологических наук Г. Х. Бухаровой, Рəүҙəк (Раузяк) — индоиранский субстрат в башкирской гидронимии. Название от гидронима Рэ и географического термина узэк «ложбина». Рэ сопоставляется с РƏ(РЯ) — правый приток Ика в Ермекском районе, РƏТҮШ (РЯТУШ) — деревня в Нуриманском районе (от названия г. Рəтүш (Рэ — гидроним, туш «склон горы»), Рəтүш йылғаһы -рч. в том же р-не и далее, возможно, от санскр. ramh ‘течь’, raya ‘поток’, rasa ‘жидкость, влага’ и др.. Ра — это первое зафиксированное название Волги, оно впервые впервые было упомянуто ещё во II веке до нашей эры в «Географии» Клавдия Птолемея.

## Притоки
- 0,1 км: Малая Арметка
- 2,4 км: Большая Арметка (Саранцев ручей)
- 33 км: Малый Ряузяк

В реку также впадают множество ручейков и речушек, стекающих с гор Утаръюрт и Ускеюрт.

## Туризм
Сплав в половодье. В долине реки несколько пещер. Пещера Таш-Ой в паводок заполняется водой и к ней можно подплыть на лодке.

## Природоохрана
Долина и приречные леса по р. Ряузяк (включая приток Малый Ряузяк) охраняются государством.